# Fan Geyser et Mortar Geyser
Fan Geyser et Mortar Geyser sont deux geysers de type « cône » situés dans le Upper Geyser Basin dans le parc national de Yellowstone aux États-Unis. Depuis plusieurs décennies, ils entrent en éruption en même temps, et sont donc en général évoqués ensemble. Les archives qui détaillent leurs éruptions connues montrent qu'elles sont peu fréquentes et irrégulières.

## Histoire
L'effet de Fan et de Mortar autour d'eux et la taille de leurs cônes respectifs révèlent qu'ils étaient autrefois très actifs. Cependant, jusqu'en 1925, il s'agissait de deux geysers très proches l'un de l'autre car les caractéristiques de leurs éruptions étaient très différentes de celles d'aujourd'hui. Juste avant 1925, les deux geysers ont dû se connecter dans le sol pour ne former plus qu'un très grand geyser. Fan Geyser a été nommé par l'expédition Washburn-Langford-Doane de 1870. Mortar Geyser a été nommé par Frank Jay Haynes (en) en 1883 puisque ses éruptions ressemblaient à la mise à feu d'un mortier.

## Localisation
Les deux geysers se trouvent au bord de la rivière Firehole. Ils sont facilement visibles depuis le pont et le trottoir menant directement au nord de Morning Glory Pool. Cette zone se situe un peu au nord de Riverside Geyser.

## Description
Les deux geysers se trouvent au bord de la rivière Firehole, de l'autre côté comparé à Riverside Geyser.
Mortar est constitué d'un grand cône ressemblant à un mortier sur la gauche. Il est composé d'un évent dans le cône, connu sous le nom de Upper Mortar, d'un évent juste en dessous, appelé Lower Mortar, ainsi que d'un autre évent plus petit à gauche de Lower Mortar.
Fan est composé d'au moins sept évents alignés à peu près perpendiculairement à la rivière. Ils sont connus, en commençant le plus près de la rivière, sous les noms River Vent(s), High Vent, Gold Vent, Gold 2, Angle Vent, Main Vent et East Vent. De nombreux autres évents sont disséminés dans la région, ainsi qu'un autre geyser, près de la promenade, appelé Spiteful Geyser.

## Caractéristiques des éruptions
Les geysers suivent une série de cycles d'activité mineure avant une éruption majeure. La plupart du temps, ce cycle suit les étapes suivantes :
1. Tous les évents sont silencieux.
2. River Vent s'active. S'il s'arrête avant qu'Angle Vent ne s'active, cela s'appelle une « river pause ».
3. High Vent s'active.
4. Gold Vent s'active à son tour. Si cet évent et tous les autres s'arrêtent avant qu'Angle Vent ne s'active, cela s'appelle une « gold pause ».
5. Angle Vent s'active. Le cycle est terminé.

Ce cycle s'accompagne généralement d'éclaboussures de la part de Main Vent et parfois d'éruptions de Bottom Vent. Une fois tous les évents ci-dessus activés, si High Vent et Gold Vent commencent à entrer en éruption régulièrement à plus d'1,50 m, la situation est appelée lock (verrou en français). La plupart du temps, Fan et Mortar entreront en éruption peu de temps après le lock, mais ce n'est pas toujours le cas.
En général, les geysers sont connus pour entrer en éruption à la fin du cycle ci-dessus, bien qu'il y ait déjà eu des éruptions qui ont commencé par Lower Mortar, ou encore plus rarement, par Upper Mortar. Avant une éruption, les niveaux d'eau dans l'ensemble de la zone augmentent. Cependant, les geysers peuvent entrer en éruption à tout moment. Leur éruption deviendra plus puissante et le niveau d'eau dans la zone augmentera. L'intensité des éclaboussures dans la rivière et des évents principaux augmenteront, et une poussée massive de l'évent est pourrait provoquer l'éruption. Tous les évents de Fan propulseront constamment de l'eau, notamment Angle Vent qui peut l'envoyer jusqu'à la promenade, et même parfois au-delà. On comprendra alors l'origine du nom de Fan, car l'eau jaillit des sept évents, ce qui crée alors une large forme de ventilateur qui peut atteindre des hauteurs de plus de 30 mètres et des arcs d'eau au-dessus de la promenade et atterrissant à 60 m de l'évent. Mortar, bien qu'il ne soit pas aussi spectaculaire que Fan, envoie des jets d'eau de ses deux évents principaux jusqu'à 15 m de haut. Parfois, un évent dominera l'éruption en envoyant un panache d'eau à plus de 20 m dans les airs. L'éruption durera généralement environ 15 minutes, jusqu'à ce qu'elle s'arrête, puis redémarre à nouveau, cette fois en diminuant de puissance. Cela continuera jusqu'à l'arrêt de l'éruption, 45 minutes après. Ils peuvent alors entrer dans une légère phase durant laquelle les geysers projettent de brèves bouffées de vapeur.